# Israelsgrund
Israelsgrund är en ö i Finland. Den ligger i Norra kvarken och i kommunen Vasa i den ekonomiska regionen  Vasa i landskapet Österbotten, i den västra delen av landet. Ön ligger omkring 13 kilometer väster om Vasa och omkring 380 kilometer nordväst om Helsingfors.
Öns area är 3,3 hektar och dess största längd är 290 meter i öst-västlig riktning. Närmaste större samhälle är Vasa, 12,5 km öster om Israelsgrund.